# Liste der Ständigen Vertreter Syriens bei den Vereinten Nationen in New York
Die Vertretung der syrischen Regierung beim UN-Hauptquartier befindet sich in der 15. Etage des 820 Second Ave in New York City.
| Ernannt / Akkreditiert | Name                 | Bemerkung   | ernannt von              | Posten verlassen |
| ---------------------- | -------------------- | ----------- | ------------------------ | ---------------- |
| 1946                   | Faris al-Churi       |             | Schukri al-Quwatli       | 1948             |
| 1951                   | Farid Zayn           |             | Haschim Chalid al-Atassi | 1953             |
| 1953                   | Rafik Asha           | [ 2 ]       | Adib asch-Schischakli    | 1957             |
| 1962                   | Salah El Dine Tarazi |             | Nazim al-Kudsi           | 1964             |
| 1965                   | George Tomeh         |             | Amin al-Hafez            | 1972             |
| 1972                   | Heissam Kelani       |             | Hafiz al-Assad           | 1975             |
| 1975                   | Mowaffak Allaf       | (1927–1996) | Hafiz al-Assad           | 1978             |
| 1981                   | Dia Allah El-Fattal  |             | Hafiz al-Assad           | 1986             |
| 1988                   | Ahmad Fathi al-Masri |             | Hafiz al-Assad           | 1990             |
| 1996                   | Michail Wehbe        |             | Hafiz al-Assad           | 2003             |
| 2003                   | Faisal al-Miqdad     |             | Baschar al-Assad         | 2006             |
| 2006                   | Beschar Dschafari    |             | Baschar al-Assad         |                  |